# Yushu (Qinghai)
Yushu (玉树市S, YùshùP) è una città-contea della Cina, situata nella provincia di Qinghai e amministrata dalla prefettura autonoma tibetana di Yushu.